# Michael Aaron Milligan
Michael „Mike“ Aaron Milligan (* 18. Juli 1980 in Victoria, Victoria County, Texas) ist ein US-amerikanischer Schauspieler, Stuntman und Stunt Coordinator. Er war Sänger der Band Next Page.

## Leben
Milligan wurde in Victoria geboren, wuchs allerdings in Sunnyvale in Kalifornien auf. Als er dreizehn Jahre alt war, zog die Familie nach Woodstock in Georgia, wo er die dortige High School besuchte. Kurz nach dem Abitur begann Michael in der fünfköpfigen R & B/Pop-Gruppe Next Page zu singen und zu tanzen. Sie tourten 3 Jahre lang durch über 5000 Schulen in den USA. Nachdem die Band eine EPaufnahm, beschloss er, einer neuen Leidenschaft, dem Schauspiel nachzugehen. Er zog 2004 nach Los Angeles und begann in verschiedenen nationalen Fernsehwerbespots mitzuwirken.
Er debütierte 2008 in dem Spielfilm Dance of the Dead in einer Nebenrolle als Filmschauspieler. Es folgten Besetzungen in Kurzfilmen und einzelnen Episoden verschiedener US-amerikanischer Fernsehserien. Mit Dolph Lundgren war er 2015 in Shark Lake und 2016 in The Demon Hunter zu sehen. 2017 wirkte er in insgesamt 7 Episoden der Fernsehserie 24: Legacy mit. In den nächsten Jahren folgten weitere Besetzungen in namhaften Fernsehserien wie The Gifted, MacGyver, Ozark und The Purge – Die Säuberung. Seit 2023 verkörpert er in der Fernsehserie Ruthless die Rolle des Agenten Aiden Kane.
Seit 2013 ist Milligan außerdem als Stuntman und Stunt Coordinator tätig.

## Filmografie (Auswahl)

### Schauspieler
- 2008: Dance of the Dead
- 2010: Ugly, Strong, and Dignified (Kurzfilm)
- 2012–2013: It's Supernatural (Fernsehserie, 2 Episoden, verschiedene Rollen)
- 2013: Strain (Kurzfilm)
- 2013: Break the Future (Kurzfilm)
- 2014: Single Ladies (Fernsehserie, Episode 3x03)
- 2014: Dream Writers (Fernsehserie, Pilotfolge)
- 2014: The Colorblind Monologues (Fernsehserie, Episode 1x06)
- 2014: Zombie Socks (Fernsehserie, Episode 1x05)
- 2014: Buried Cain
- 2014: Zombie Dickheads in Time Insensitive (Kurzfilm)
- 2014: Let’s be Cops – Die Party Bullen (Let’s Be Cops)
- 2014: V/H/S Viral
- 2014: Breathe
- 2014: Don't Shoot (Kurzfilm)
- 2015: A Girl Like Grace
- 2015: Shark Lake
- 2016: Paradox
- 2016: The Last Heist
- 2016: RePlay (Fernsehserie, 6 Episoden)
- 2016: Imperium
- 2016: The Demon Hunter
- 2016: Siren
- 2017: Too Close to Home (Fernsehserie, Episode 2x05)
- 2017: 24: Legacy (Fernsehserie, 7 Episoden)
- 2017: The Shadow Effect
- 2017: The Run Saga: Breathe
- 2017: The Wake
- 2017: Three Billboards Outside Ebbing, Missouri
- 2017: The American Dream (Kurzfilm)
- 2017: Kevin (Probably) Saves the World (Fernsehserie, Episode 1x05)
- 2018: The Gifted (Fernsehserie, 2 Episoden)
- 2018: MacGyver (Fernsehserie, Episode 2x21)
- 2018: Dead by Midnight (11pm Central) (Fernsehserie, Episode 1x04)
- 2018: Power (Fernsehserie, Episode 5x08)
- 2018: Ozark (Fernsehserie, Episode 2x04)
- 2018: The Purge – Die Säuberung (The Purge, Fernsehserie, Episode 1x05)
- 2018: Devil 13 (Kurzfilm)
- 2018: Fear Haus (Fernsehserie, Episode 3x10)
- 2018: Boy's Club (Kurzfilm)
- 2019: American Soul (Fernsehserie, 2 Episoden)
- 2019: Jacob's Ladder
- 2019: Hell on the Border
- 2020: Limbo (Fernsehfilm)
- 2020: The Captive Nanny (Fernsehfilm)
- 2020: Tulsa
- 2020: Son of the South
- 2020: Out of the Fight
- 2020: By Night's End
- 2020: The Old Man and the Pond
- 2020: Bad Candy
- 2020: 8th Floor Massacre
- 2021: Atlanta Medical (The Resident, Fernsehserie, 2 Episoden)
- 2021: The Suicide Squad
- seit 2021: Outer Banks (Fernsehserie)
- 2022: Peace in the Valley
- 2022: In with the Devil (Black Bird, Miniserie, Episode 1x02)
- 2022: Samaritan
- 2022: Panhandle (Fernsehserie, Episode 1x01)
- 2022: FBI (Fernsehserie, Episode 5x08)
- 2023: The Tutor
- 2023: Faceless After Dark
- 2023: Desperation Road
- seit 2023: Ruthless (Fernsehserie)

### Stunts
- 2013: Strain (Kurzfilm)
- 2014: Zombie Dickheads in Time Insensitive (Kurzfilm)
- 2014: V/H/S Viral
- 2015: Shark Lake
- 2016: Paradox
- 2016: The Last Heist
- 2016: The Demon Hunter
- 2016: Siren
- 2016–2018: MacGyver (Fernsehserie, 2 Episoden)
- 2017: The Shadow Effect
- 2017: The Wake
- 2017: Three Billboards Outside Ebbing, Missouri
- 2018: Dead by Midnight (11pm Central) (Fernsehserie, Episode 1x04)
- 2018: Boy's Club (Kurzfilm)